# La Dame d'Australie
 (juin 2016).
Si vous disposez d'ouvrages ou d'articles de référence ou si vous connaissez des sites web de qualité traitant du thème abordé ici, merci de compléter l'article en donnant les références utiles à sa vérifiabilité et en les liant à la section « Notes et références ».
La Dame d'Australie est un roman de Bernard Simonay publié en 2004.

## Résumé
À Sydney en 1848 Judith, convicte (pénitente) anglaise de 19 ans, blesse le colonel Campbell, anglais, qui veut la violer. Elle vole son argent et fuit. Elle est recueillie par des Aborigènes qui l'emmènent à Uluru. Elle est la seule femme chasseur. Après deux ans elle part à Adélaïde avec des explorateurs blancs. Elle vend une partie de ses aventures à un journal. Ils vont à Melbourne. Elle épouse Alan, biologiste et darwinien aussi. Elle écrit encore dans les journaux et devient célèbre. En 1851 ils vont chercher de l'or à Ballarat. Elle trouve une pépite et c'est la ruée. Ils doivent payer une licence mensuelle. En 52 on lui dit que sa mère est morte. Alan trouve un filon et elle a des jumeaux. Ils rentrent à Melbourne et font construire des comptoirs banquiers et une maison à Ballarat, et fondent une compagnie minière. En 54 l'armée tue des mineurs insurgés et Alan fuit avec les autres. Campbell la retrouve, elle le tue et est innocentée. En 55 les insurgés sont amnistiés. Alan revient. Elle fonde une société pour mettre le train de Melbourne à Ballarat. Alan part en expédition. En 56 Alan revient. Judith est tuée, brulée à Ballarat. Elle réapparait, fait arrêter son tueur et retrouve son père.